# Dungeonslayers
Dungeonslayers: Ein altmodisches rollenspiel (la traducción en español sería Matacalabozos: Un juego de rol a la antigua) abreviado DS, es un juego de rol gratuito, publicado en 2008 por Christian Kennig. El juego se ambienta en principalmente en calabozos de un mundo de fantasía clásica, pero, como el autor enfatiza repetidamente, se pueden jugar otros escenarios más serios. Dungeonslayers está publicado bajo licencia Creative Commons CC-by-nc-sa 3.0.
Se trata de un juego de rol tipo "retroclone" desarrollado originalmente en alemán, en el que tus personajes matan monstruos y saquean mazmorras de forma primitiva y a la antigua. Las reglas de Dungeonslayers se diseñaron para ser simples y básicas a propósito, y así poder volver a la vida el encanto de jugar a la vieja usanza. Dungeonslayers no se trata de tener reglas elaboradas ni realistas, ni de jugar dramas pseudo intelectuales llenos de monólogos ego maníacos. Se trata de historias directas en un mundo de fantasía tradicional, donde el mal es maligno, los monstruos se matan sin piedad, donde existen trampas malditas y donde esperan fantásticos botines, mientras que el lápiz y el papel cuadriculado logran su magia especial alrededor de la mesa de juego.

## Historia
Dungeonslayers existe desde 2008 y fue desarrollado de por Christian Kennig , para su grupo de juego. El juego se extendió también gracias a varias adiciones, como la aventura acabada y unilateral (Dungeon 2 go - D2G), y muy rápidamente en Internet se ha traducido a varios idiomas. Poco más tarde el juego fue traducido al inglés, no estando disponible en castellano hasta agosto del 2010, de la mano de Francisco Vera. La 4ª edición fue lanzada en 2010 en forma impresa en la editorial Uhrwerk. Desde el 8 de diciembre de 2010, existe la versión PDF habitual. La edición 3.5 de Dungeonslayers pasó de un PDF de 20 cuartillas, a la 4ª versión, un PDF de 168 cuartillas, donde crecieron las reglas, especialmente se expandieron las listas de talentos y magia. Además, Dungeonslayers 4 incluye una breve introducción al mundo del juego, el mundo fantástico de Caera. Después de que la primera edición se agotó, desde marzo de 2011, la segunda edición se distribuyó como una caja. Del mismo modo, algunos libros de aventuras ahora son distribuidos por Uhrwerk.

## Personajes
Los caracteres de los personajes se componen de 9 valores básicos (3 atributos y 6 características), que se utilizan para calcular valores como fuerza de vida, defensa, golpear y disparar. No hay factores aleatorios en la creación del personaje. Por defecto, los personajes pertenecen a una de las tres razas básicas: elfo, humano y enano, y tienen una de las clases guerrero, explorador o lanzador de conjuros, por lo que un lanzador de conjuros puede ser un sanador, hechicero o brujo. Más adelante en el juego existen subclases héroes como Berserker, Guardabosques, Clérigo, Nigromante, Paladín, etcétera.

## Mecánica del juego
Esencialmente, Dungeonslayers solo tiene un mecanismo de juego, el sistema d20. Al hacerlo, un valor de muestra específico en un dado de veinte lados (denominado d20 ) debe estar debajo del dado o exactamente alcanzado. Este mecanismo se usa tanto para acciones normales fuera del combate como para ataques, etc. El valor rodado también es el daño generado directamente. Es digno de mención que el mundo de Dungeonslayers carece del concepto de puntos mágicos. En cambio, los hechizos siempre tienen un cierto tiempo de reutilización. Esto permite, por ejemplo, que los sanadores disfruten de una curación completa sin consumir un suministro de puntos mágicos.

## Variantes
Varias comunidades alrededor del mundo han creado diversas variantes del juego, ambientadas en diversos mundos de ficción.
Una de las variantes llamada Zombieslayers, donde jugadores humanos luchan contra una amenaza zombi.
Desde 2015, una variante de ciencia ficción llamada StarSlayers es jugable y lleva a los jugadores a una galaxia desconocida.
Un sistema postapocalíptico basado en el sistema DS llamado Gammaslayers se lanzó en agosto de 2013.
Una variante más es la ambientación de nombre CaveSlayers, donde los jugadores interpretan personajes de la Edad de Piedra.
Además, muchas otras modificaciones están disponibles gratuitamente, por ejemplo, un sistema mágico alternativo que usa puntos de maná.

## Enlaces web
Sitio web oficial
Entrevista con el autor Christian Kennig (en alemán)
- Esta obra contiene una traducción parcial derivada de Dungeonslayers de Wikipedia en alemán, publicada por sus editores bajo la Licencia de documentación libre de GNU y la Licencia Creative Commons Atribución-CompartirIgual 3.0 Unported.

- Datos: Q1265749